# Jennifer Dahlgren
Jennifer Dahlgren Fitzner, född den 21 april 1984 i Buenos Aires, Argentina, är en argentinsk friidrottare som tävlar i släggkastning. Hennes farfarsfar kom från Sverige, därav hennes efternamn. Hennes mor, Irene Fitzner, deltog på 100 meter vid OS 1972 i München.
Dahlgren bor i Athens, Georgia, USA och studerar vid University of Georgia för att bli lärare i engelska. Hennes tränare är Donald Babbit.
Dahlgren innehar bland annat det sydamerikanska rekordet på 73,74 meter (från 10 april 2010). Hon deltog vid de olympiska spelen i Aten 2004 (43:e pl), Peking 2008 (29:e pl) och London 2012 (37:e pl).